# Kliniec

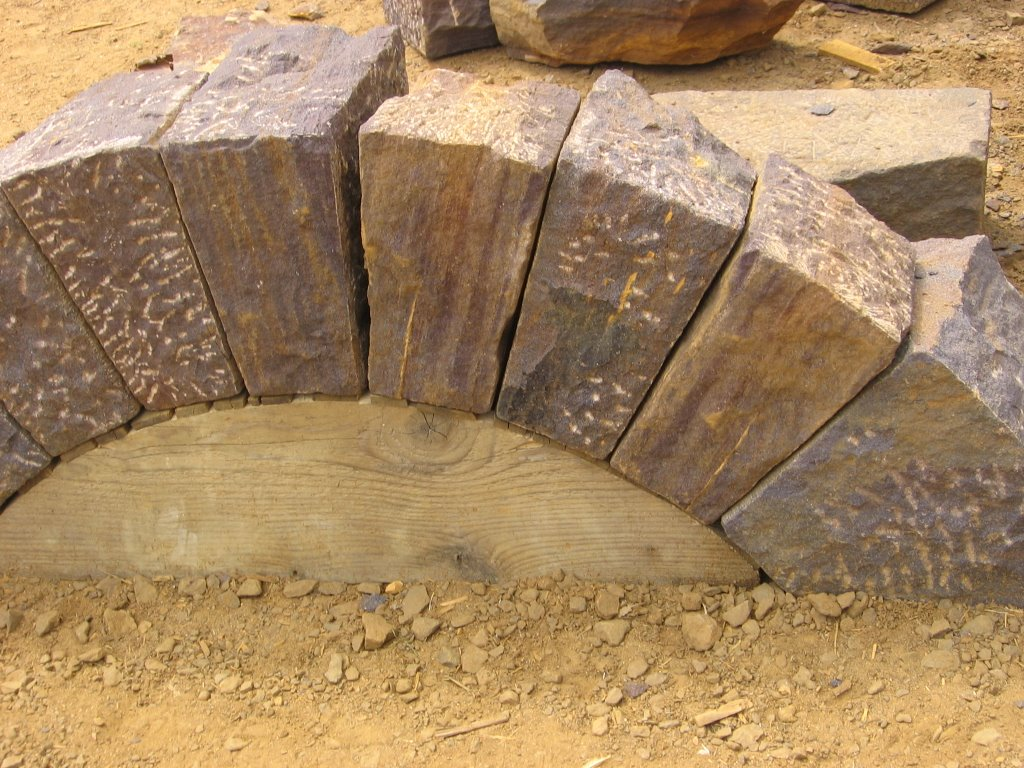
łuk z klińców

Kliniec – terminem tym określa się w budownictwie:
- kruszywo budowlane, kamień łamany o frakcji od 5 mm do 25 mm.
- cios kamienny (czasem cegła) w kształcie fragmentu klina (bryły, której największe powierzchnie zbliżają się do siebie przez zwężenie dwóch równoległych powierzchni bocznych). Podstawowy konstrukcyjny element łęków i sklepień.

Klińce usytuowane obok siebie, poddane naturalnemu ciążeniu ku dołowi konstrukcji, zwierają się ze sobą dzięki swemu kształtowi. Nie dopuszczają tym samym do rozpadnięcia się budowli oraz przenoszą jej ciężar na boki. Obciążenie przejmują mury lub filary stanowiące podpory łuku architektonicznego lub sklepienia. 
Klińce były stosowane od starożytności, aż do zastosowania w konstruowaniu krzywizn najpierw żelaza (żeliwa i stali), a później betonu i żelbetu. W średniowieczu do konstrukcji łuków używano również w pewnym zakresie cegły.
Kliniec pozorny – to kliniec w łuku dekoracyjnym, czyli łuku wykonanym na ścianie w tynku lub stiuku, bez żadnej roli konstrukcyjnej.

## Elementy łuku z klińców

Elementy łuku z klińców

Najniżej usytuowany kliniec w łuku lub sklepieniu nazywa się nasadowym, natomiast kliniec szczytowy, środkowy – zwornikiem.
Najmocniejszy kliniec jest zwykle umieszczony w nasadzie (gdzie działa największa siła) oraz u szczytu łuku (przyjmuje siłę z góry i może obłamać się lub wypaść). Te elementy niemal zawsze są wykonane z kamienia. Pozostałe klińce są poddane wzajemnemu ściskaniu. Klińce pośrednie mogą być wykonane z cegły.
1. kliniec szczytowy – zwornik
2. kliniec pośredni
3. grzbiet
4. kliniec nasadowy
5. podłucze
6. wysokość (strzałka) łuku
7. rozpiętość
8. pacha – wypełnienie

Stronę zaznaczoną cyframi 1, 2, 4 określa się jako lico lub czoło.